# Rumbek
Rumbek (także Rumbik oraz fr. Rumbīk) – miasto w Sudanie Południowym, stolica stanu Lakes. Liczy 181 732 mieszkańców (2012). Ośrodek przemysłowy. W mieście znajduje się port lotniczy Rumbek. Miasto jest siedzibą diecezji rzymskokatolickiej, wchodzącej w skład Archidiecezji Dżuba.